# Inter-Amerikaanse Ontwikkelingsbank
De Inter-Amerikaanse Ontwikkelingsbank (IDB) is een multilaterale investeringsbank die zich richt op projecten voor economische ontwikkeling in Latijns-Amerika en de Cariben. Naast financiële middelen wordt technische ondersteuning geboden.
De bank werd in 1959 opgericht door 20 regeringen op het Amerikaanse continent. Het aantal leden breidde zich later uit. Ondersteunend zijn ook de Verenigde Staten, Canada, enkele Europese landen w.o. België en Nederland, Israël en Japan lid. Het hoofdkantoor staat in Washington D.C.